# Montagrier
Montagrier település Franciaországban, Dordogne megyében. Lakosainak száma 507 fő (2022. január 1.). Montagrier Grand-Brassac, Tocane-Saint-Apre és Saint-Victor községekkel határos.

## Népesség
A település népességének változása:
| Lakosok száma | 411  | 385  | 397  | 510  | 515  | 523  | 516  | 496  | 503  | 507  |
|               | 1968 | 1982 | 1990 | 2006 | 2013 | 2015 | 2017 | 2019 | 2020 | 2022 |